# Francesco Filiasi
Francesco Filiasi (Napoli, 30 giugno 1869 – Roma, 26 giugno 1941) è stato un progettista aeronautico italiano, che fu uno dei pionieri dell'aviazione italiana. Nel 1910 realizzò un velivolo, il Filiasi 1910, che fu provato in volo dal comandante Mario Calderara. In quegli anni sviluppò anche una rivoluzionaria teoria della gravitazione.

## Biografia
Francesco Filiasi Marchese di Carapelle nacque a Napoli il 30 giugno 1869, figlio di Luigi Giacomo e Maria Milano Franco d'Aragona. Il 14 dicembre 1898 convolò a giuste nozze con la signorina Maria Agata Giudice Caracciolo dei Principi di Cellamare. Musicologo affermato, a partire dal 1900 si appassionò al mondo dell'aviazione brevettando a Parigi un apparecchio da lui denominato “aeromobile”. Per i suoi studi e progetti nel 1905 l'Aeroclub di Francia lo insignì di una Medaglia di bronzo di benemerenza. Nel 1902 progettò dapprima un elicottero, e poi un “aeroplano ad ali equilibrate” che venne presentato all'Esposizione Aeronautica di Parigi quello stesso anno. Nel 1906 propose una versione idrovolante del precedente velivolo, esponendone un modello all'Esposizione di Milano. Nel 1909 un “aeroplano con coda mobile ad equilibrio longitudinale automatico”. Nel 1910 fu uno dei soci fondatori del Circolo Aviatorio di Capodichino. Il 15 maggio 1910 il Circolo Aviatorio organizzò già una manifestazione denominata “prove d'aviazione” che vide, tra gli altri la presenza del pilota napoletano Ettore Carrubbi, che su biplano “Napoli I” si alzò alla quota di 5 metri. La manifestazione fu vinta dal pilota belga Daniel Kinet, e vi parteciparono anche i francesi Guillaume Busson e Louis Kuheling. In quello steso anno progettò un nuovo velivolo, denominato Filiasi 1910, che venne costruito presso la Brigata Specialisti del genio. Questo aeroplano, equipaggiato con motore rotativo Gnome da 50 CV, fu provato in volo dal comandante Mario Calderara il 3 giugno 1910 presso il campo d'aviazione di Centocelle (Roma). A questo volo ne seguirono alcuni altri nei giorni successivi, con esito non del tutto soddisfacente, tanto che lo sviluppo dell'aereo venne abbandonato. Sempre nel 1910 richiese la concessione di un brevetto per un sistema di galleggiamento d'emergenza da installare a bordo degli aerei.
Negli anni successivi abbandonò parzialmente il mondo dell'aviazione, dedicandosi alla musica e alla fisica. In quegli anni sviluppò una rivoluzionaria teoria della gravitazione. Si spense a Roma il 26 giugno 1941.

## Pubblicazioni
- Causeries aéronautiques et project d'aéroplane, Imprimerie de A. Eyméoud, Paris, 1906
- A tu per tu con la Scienza Ufficiale, Casella, Napoli, 1930

### Annotazioni
1. ↑  Alla morte del padre, nel 1929, ereditò il titolo nobiliare di quinto Marchese di Carapelle.
2. ↑  Nata e morta a Napoli (21 giugno 1875 - 2 febbraio 1950), dalla quale ebbe due figli Maria Nives (9 gennaio 1900-9 novembre 1964) e Luigi (3 dicembre 1901-5 luglio 1955).
3. ↑  L'aereo aveva due ali in tandem collegate tra loro in modo da cambiare calettamento in modo opposto garantendo la stabilità longitudinale automatica del velivolo in ogni condizione di volo.
4. ↑  Durante tali voli si registrarono danni allo "chassis" dell'aereo, e un incidente dovuto alla rottura dell'elica.

### Fonti
1. 1 2 3 4 5  Maisto 1948, p. 72.
2. 1 2 3 4 5 6  Maisto 1948, p. 73.
3. 1 2  Salomone 1910, p. 197.
4. ↑  Tartarini 1910, p. 104.
5. ↑  Fraschetti 1986, p. 8.
6. ↑  La Domenica del Corriere, 26 giugno 1910.